# Mabutsane
Mabutsane är en ort (village) i distriktet Southern i södra Botswana. 